# Вальдман, Артур Викторович
Артур Викторович Вальдман (1924—1990) — советский учёный-фармаколог, доктор медицинских наук, профессор, академик АМН СССР (1982).

## Биография
В 1942 году добровольно вступил в ряды вооружённых сил, матрос-краснофлотец, демобилизован в ноябре 1944.
Окончил 1-й Ленинградский медицинский институт (1947). Учился в аспирантуре при кафедре фармакологии, ученик В. В. Закусова. В 1950 году защитил кандидатскую диссертацию на тему «Влияние наркотиков, аналептиков и холинергических веществ на течение некоторых рефлекторных реакций».
В 1957 году защитил докторскую диссертацию. В 1958 году возглавил кафедру фармакологии 1-го Ленинградского медицинского института. Член КПСС с 1953 года. Чл.-корр. АМН СССР (1965)
Директор НИИ фармакологии АМН СССР (1979—1990).
Член правления Всесоюзного общества фармакологов, председатель секции фармакологов Ленинградского физиологического общества, член Международной организации по изучению мозга (IВВО).
Сотрудничал в редколлегиях ряда журналов «Физиологический журнал СССР», «Бюллетень экспериментальной биологии и медицины», «Фармакология и токсикология»; редактор отдела «Фармакология» БМЭ (3-е изд.).
Похоронен на Троекуровском кладбище.

## Научные интересы
Автор и соавтор более 100 научных работ в области фармакологии, в основном о влиянии фармакологических веществ на синаптическую передачу возбуждения в центральной нервной системе, психотропных средств на эмоционально-поведенческие реакции животных и гемодинамические сдвиги. Использовал морфофункциональный подход к изучению действия нейротропных средств и установил локализацию действия ряда препаратов этой группы в конкретных структурах ретикулярной формации ствола головного мозга. Им получены новые данные о нейрофизиологичeских механизмах развития обезболивающего действия наркотических анальгетиков. Большая серия работ посвящена фармакологии эмоционального стресса, а также проблеме экспериментального изучения эмоций и средств управления ими на основе исследования механизма действия психотропных средств разных групп, анализа функциональной системы эмоционального и других сложных форм поведения животных.

## Память
Мемориальная доска на здании Института фармакологии (Москва, Балтийская ул., 8).